# Torà
Torà (spanisch Torá) ist eine spanische Gemeinde (municipio) der Provinz Lleida im Innern der autonomen Region Katalonien. Torà hat 1.207 Einwohner (Stand: 2024). Die Gemeinde besteht aus den Ortschaften Además, Cellers, Claret, Fontanet, Llanera del Arroyo, Sant Serni de Llanera und Vallferosa. Der Hauptort und Verwaltungssitz ist Además.

## Lage
Torà liegt etwa 80 Kilometer ostnordöstlich von Lleida und etwa 80 Kilometer nordnordwestlich von Barcelona. 

## Geschichte
1006 (nach anderen Deutungen 1003, das Jahr ist unsicher) verheerte Abd al-Malik al-Muzaffar aus dem Kalifat Cordoba mit seinen Truppen die südliche Gegend der Grafschaft Barcelona, die zu Frankreich gehörte. Es kam zur Schlacht von Torà. Die katalanischen Grafen (Raimund Borrell, Bernard I., Wilfried II. und Ermengol I.) obsiegten in der für die arabische Seite sehr verlustreichen Schlacht.

## Bevölkerungsentwicklung
| Jahr        | 1900 | 1950 | 1970 | 1981 | 1991 | 2001 | 2011 | 2021 |
| ----------- | ---- | ---- | ---- | ---- | ---- | ---- | ---- | ---- |
| Einwohner   | 931  | 985  | 1335 | 1288 | 1136 | 1189 | 1343 | 1209 |
| Quelle: INE |      |      |      |      |      |      |      |      |

## Sehenswertes

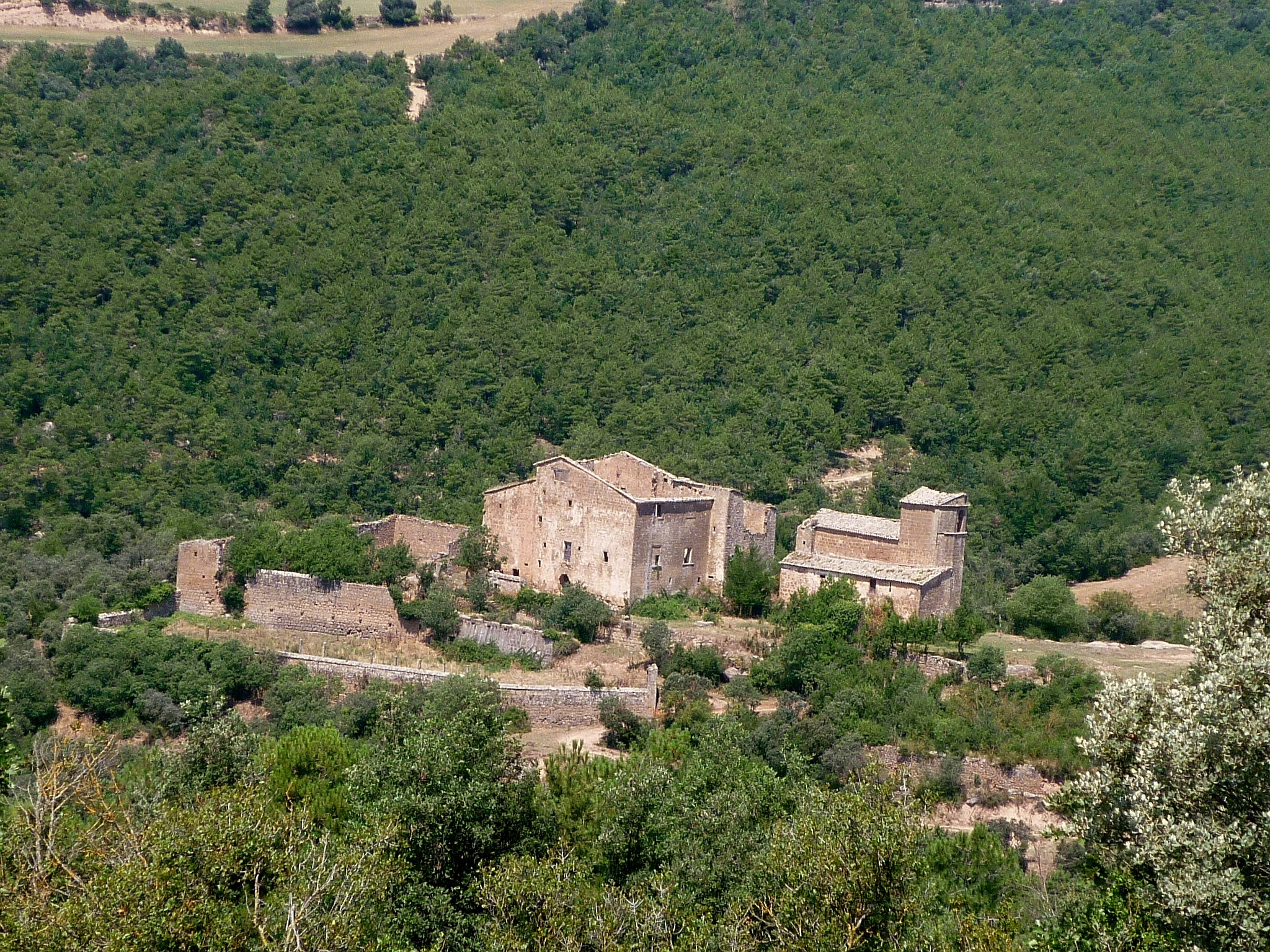
Burgreste von Llanera
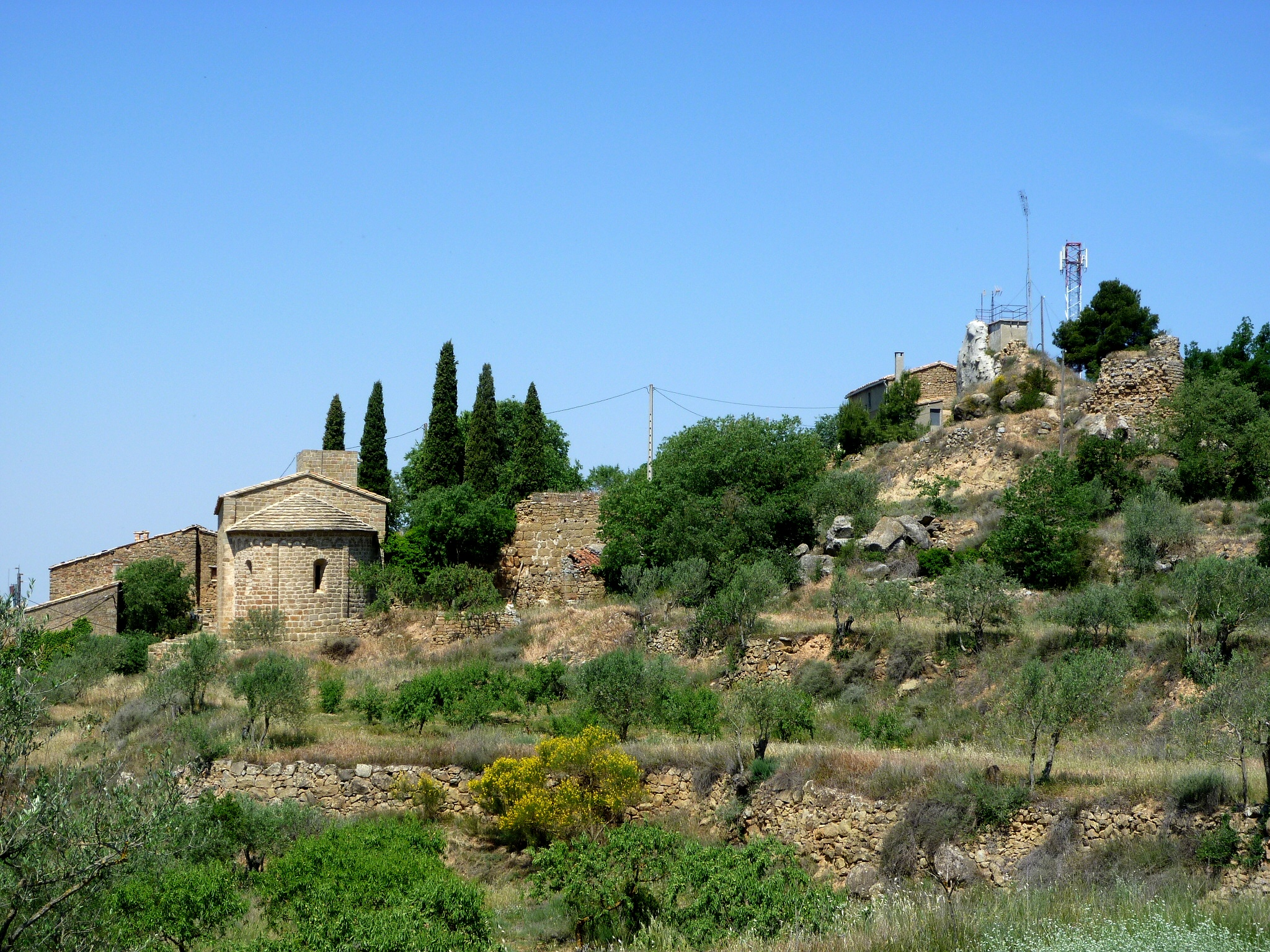
Burgruine von L’Aguda
- Turm von Vallferosa
- Benediktinerkloster Los Santos Celdoni y Ermenter de Cellers aus dem 12. Jahrhundert
- Salvatorkirche in L’Aguda
- Michaeliskirche in Fontanet
- Marienkirche in Claret

- Burgreste von Llanera
- Burgruine von L’Aguda

## Söhne und Töchter der Stadt
- Martí Esteve i Guau (1895–1977), Schriftsteller und Politiker